# Jean and Her Family
Jean and Her Family è un cortometraggio muto del 1913. Il nome del regista non viene riportato nei credit del film che mostra Jean, la border collie del regista Larry Trimble, una delle primissime star canine dello schermo, conosciuta anche come Jean, the Vitagraph Dog.

## Produzione
Il film fu prodotto dalla Vitagraph Company of America.

## Distribuzione
Distribuito dalla Vitagraph Company of America, il film - un cortometraggio in una bobina - uscì nelle sale cinematografiche statunitensi il 19 aprile 1913. Nelle proiezioni, veniva programmato con il sistema dello split reel, accorpato in un'unica bobina con un altro cortometraggio prodotto dalla Vitagraph, la commedia Seeing Double.